# Gabriel Caballero
Gabriel Esteban Caballero Schiker (ur. 5 lutego 1971 w Rosario, Argentyna) – piłkarz meksykański pochodzenia argentyńskiego grający na pozycji środkowego pomocnika lub napastnika, trener piłkarski.

## Kariera klubowa
Caballero karierę piłkarską rozpoczął w Rosario w tamtejszym klubie Central Córdoba. W 1989 roku zadebiutował w jego barwach w Primera B Metropolitana i grał tam do 1993 roku. W 1994 roku Gabriel trafił do Chile i przez dwa sezony reprezentował barwy klubu Deportes Antofagasta.
W 1995 roku Caballero został piłkarzem meksykańskiego klubu Santos Laguna Torreón. Zimą 1996 został z nim mistrzem fazy Invierno, a łącznie przez trzy sezony zdobył 27 goli w Primera División. W 1998 roku odszedł do drużyny CF Pachuca, z którą osiągał dalsze sukcesy. W 1999 roku wywalczył z nią mistrzostwo Invierno, a w 2001 roku powtórzył to osiągnięcie. W 2002 roku trafił na jeden sezon do Atlasu Guadalajara, a sezon 2003/2004 ponownie spędził w Pachuce i został z nią mistrzem Apertura. Następnie przez kolejny rok grał w Puebla FC, a od lata 2005 znów występuje w Pachuce. W 2006 roku wygrał z nią Copa Sudamericana, mistrzostwo fazy Clausura. Z kolei w 2007 roku ponownie był mistrzem Clausury, wygrał SuperLigę, a także zdobył Puchar Mistrzów CONCACAF, dzięki zwycięstwu w finale po rzutach karnych z Chivas Guadalajara. W 2008 roku powtórzył ten drugi sukces (wygrana 3:2 po dwumeczu z kostarykańskim Deportivo Saprissa). Po sezonie Apertura 2009 zakończył karierę.

## Kariera trenerska
W styczniu 2010 Caballero został asystentem trenera Pachuki.

## Kariera reprezentacyjna
W reprezentacji Meksyku Caballero zadebiutował 13 marca 2002 roku w wygranym 4:0 towarzyskim meczu z Albanią. W tym samym roku został powołany przez Javiera Aguirre do kadry na Mistrzostwa Świata 2002. Tam w trzech meczach grupowych: z Chorwacją (1:0), z Ekwadorem (2:1) i Włochami. Ostatni mecz w kadrze narodowej rozegrał po tym Mundialu, a łącznie wystąpił w niej 8 razy.